# Marengo – SNCF (métro de Toulouse)
Pour les articles homonymes, voir Marengo.
Marengo – SNCF est une station de la ligne A du Métro de Toulouse. Elle est située en limite des quartiers Matabiau et Marengo, au nord-est du centre-ville de Toulouse. La station est ouverte en 1993, en tant que station de la première section de la  ligne A.
Elle est en correspondance avec la gare de Toulouse-Matabiau et la gare routière de Toulouse, situées à proximité.
Avec l'arrivée de la ligne C prévue en 2028 la station, en correspondance entre les lignes C et A, subira un changement de nom et deviendra « Matabiau Gare », afin de « mieux identifier la gare dans un lieu si central à Toulouse ».

## Situation sur le réseau

Plan du métro de Toulouse

Établie en souterrain, la station Marengo – SNCF est établie sur la ligne A du métro de Toulouse. Elle est située entre la station Jean Jaurès, en direction de la station terminus sud-ouest Basso-Cambo, et la station Jolimont, en direction de station terminus nord-est Balma – Gramont.

## Histoire
La station Marengo – SNCF est mise en service le 26 juin 1993, lors de l'ouverture à l'exploitation de la première section, longue de 10 kilomètres entre ses terminus Basso-Cambo et Jolimont, de la ligne A du métro de Toulouse. Elle dispose d'une longueur opérationnelle des quais 26 m, pour une desserte par des rames composées de deux voitures. Néanmoins le gros œuvre de la station est déjà prévu pour l'accueil de rames de 52 m de long.
En 2016, elle a enregistré 4 855 562 validations, ce qui la situe à la 3e place des stations de la ligne A. Elle représente alors 8 % du trafic de la ligne.
Entre 2017 et 2019, la station est ponctuellement en chantier, dans le cadre de la mise en service de rames de 52 m de long sur ligne A. La structure de la station étant dès l'origine prévue pour cette desserte, les travaux se sont limités à du second œuvre, comme la pose des portes palières, et la « mise en conformité du désenfumage ». Les rames pouvant accueillir 320 passagers débutent leur service le 10 janvier 2020,.

## Services aux voyageurs

### Accès et accueil
La station est accessible depuis le boulevard de Marengo, mais aussi depuis la gare de Toulouse-Matabiau et la gare routière de Toulouse liées par à plusieurs tunnels piétonniers. Elle dispose de sept accès/sorties : l'Arche Marengo, en lien avec la station des bus du réseau Tisséo ; l'Arche Marengo, en lien avec la médiathèque José-Cabanis ; au quartier du Dix-Avril ; station des bus (lignes L8 et 14) où sont présents quatre quais de bus en enfilade, deux pour chaque bus ; salle d'attente couverte Tisséo ; rue de Périole ; gare Matabiau et boulevard Pierre-Semard, avec un accès vers la gare routière.
La station est organisée sur deux niveaux. Au niveau supérieur sont situés la salle des billets, avec des automates SNCF grandes lignes et TER, les guichets automatiques, les tourniquets, l'agence Tisséo et les accès aux divers souterrains piétonniers vers les différents points d'accès et de sortie. Le niveau inférieur, accessible par des escaliers et des escaliers mécaniques, permet l'accès aux quais équipés de portes palières. La station, équipée également d'ascenseur et d'un tourniquet large, notamment pour les fauteuils roulants, est accessible aux personnes en situation de handicap.
Le hall de sortie est profond d'une trentaine de mètres. Il dispose de points de vente de billets (Tisséo) avec quatre distributeurs ; il existe également une agence Tisséo, avec du personnel

Installations niveau supérieur
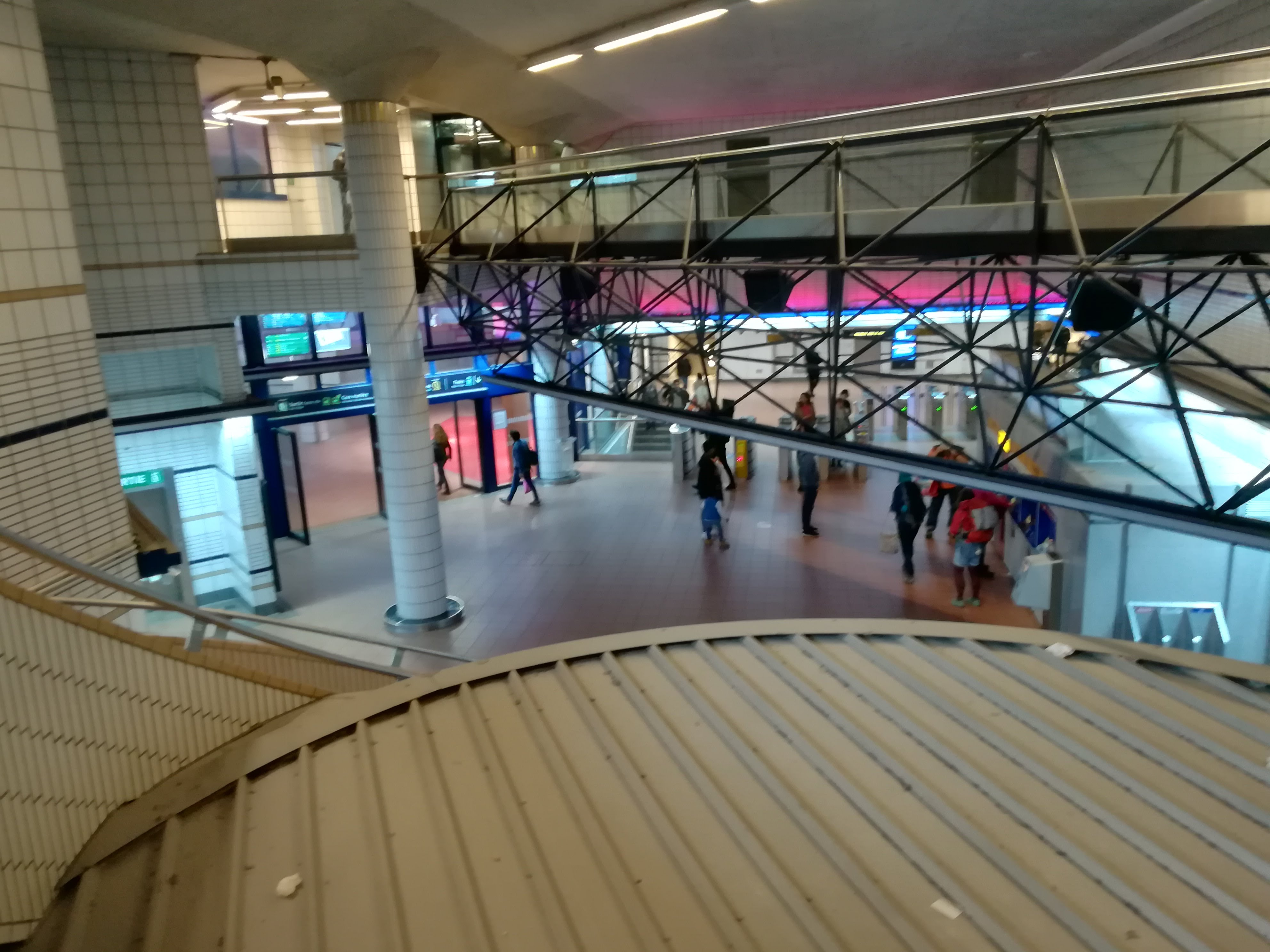
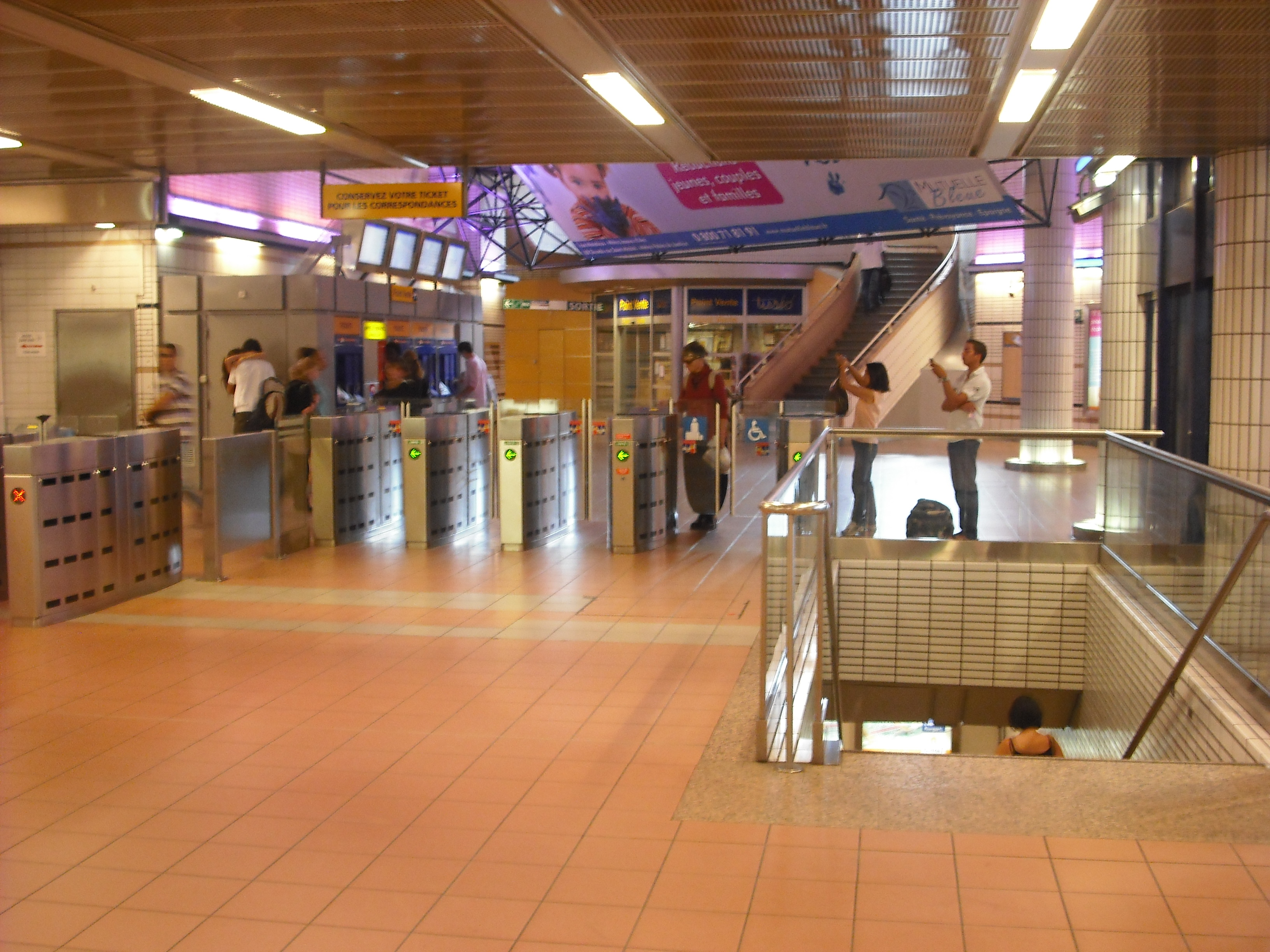

### Desserte
Comme sur le reste du métro toulousain, le premier départ des terminus est à 5h15, le dernier départ est à 0h du dimanche au jeudi et à 3h le vendredi et samedi. La station est équipée d'un quai à douze portes palières, lui permettant de recevoir des rames de 52 m à quatre voitures.

Installations niveau inférieur
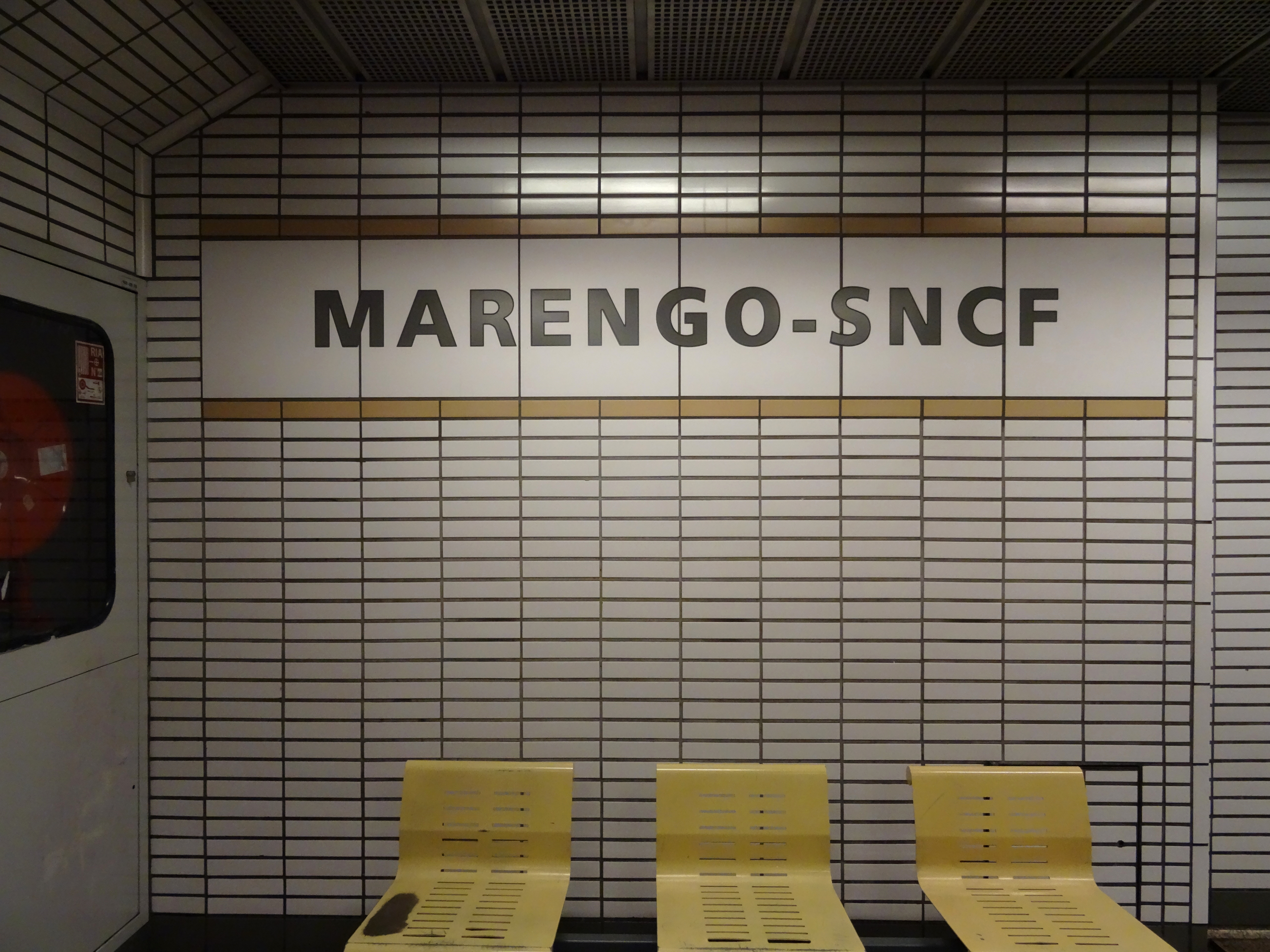
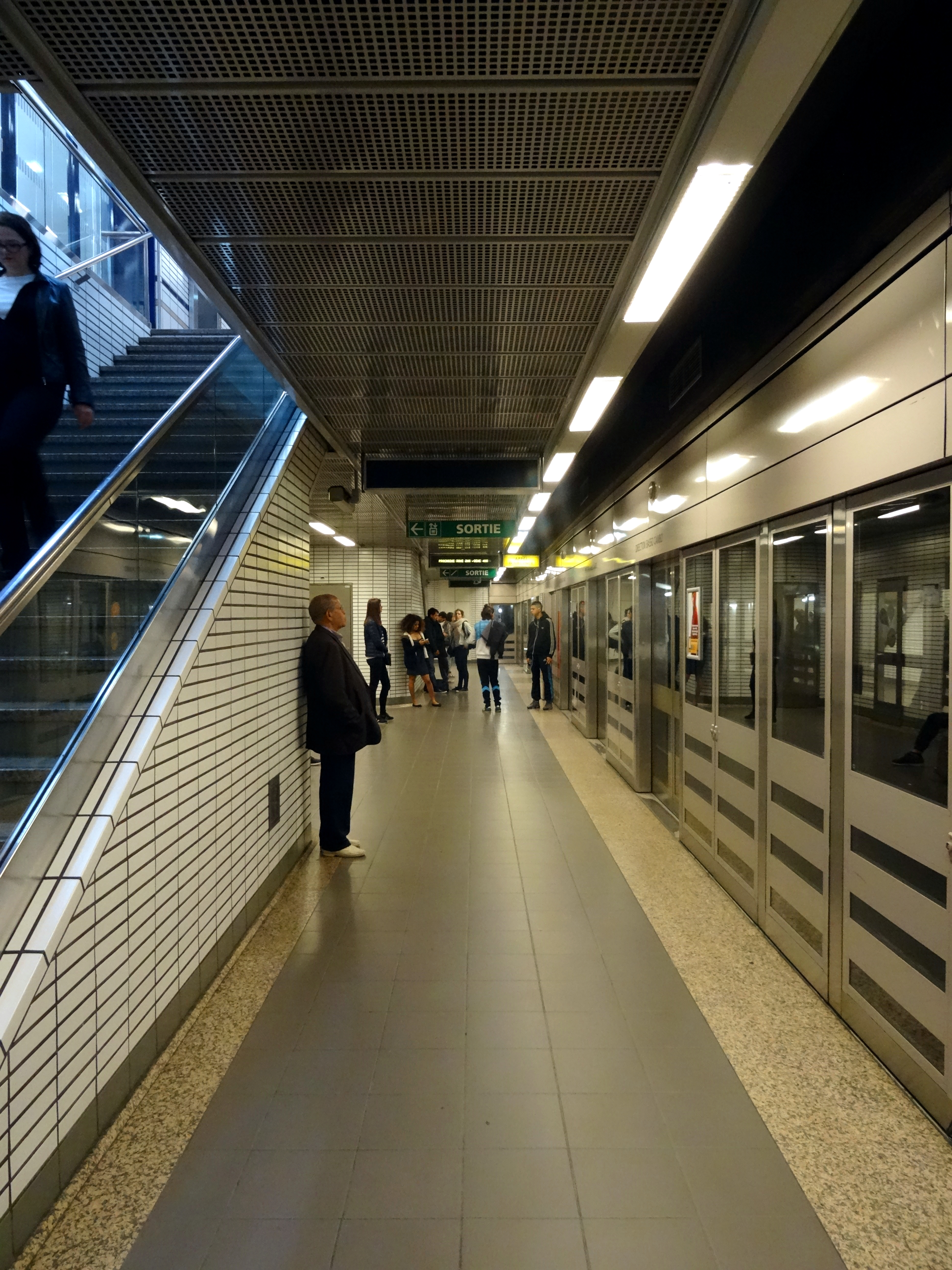
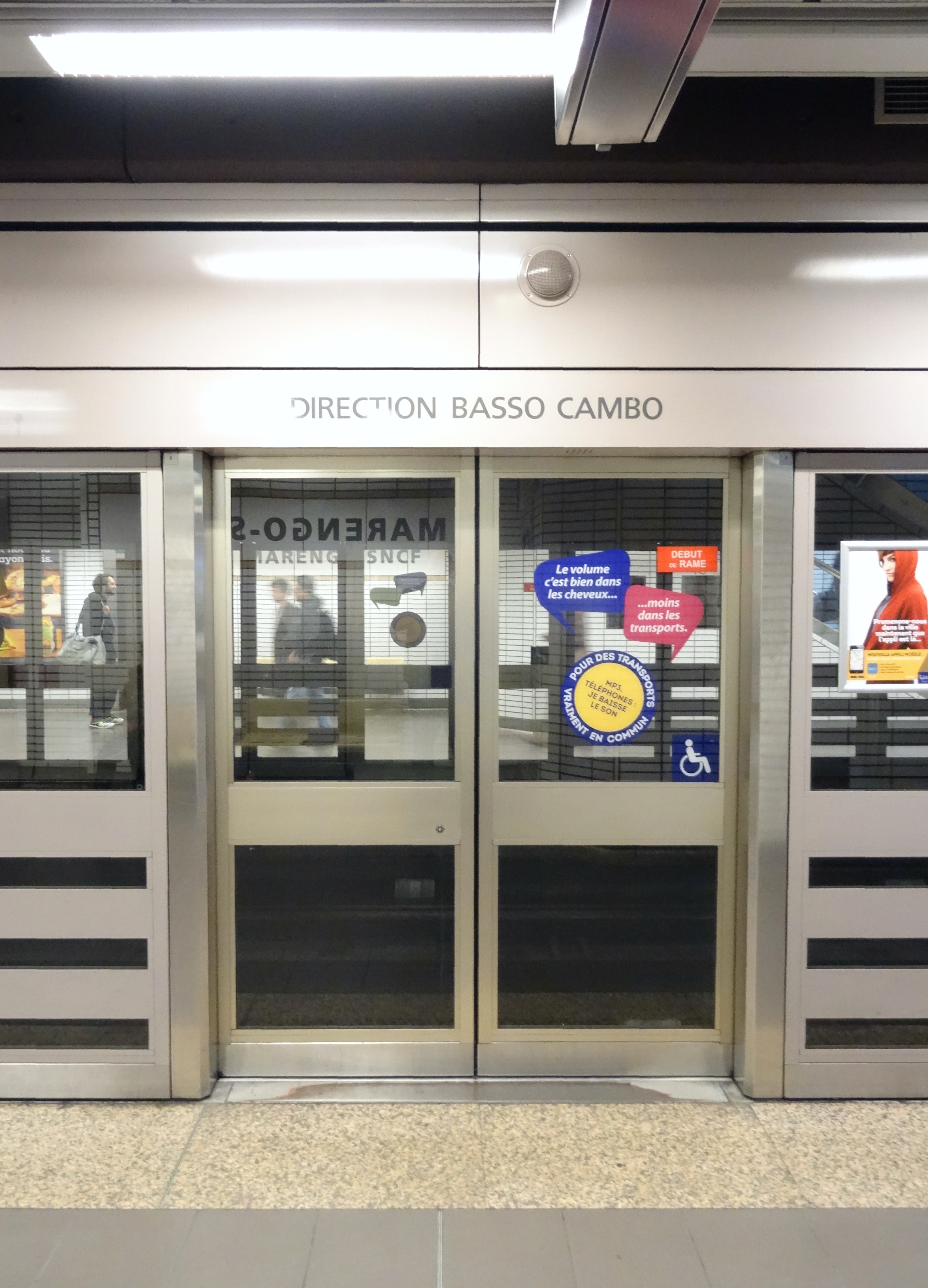

### Intermodalité
Elle est en correspondance directe avec la gare Matabiau qui est desservie par des trains grandes lignes (TGV, Intercités, etc.) et des trains TER Occitanie des lignes 1, 2, 3, 4, 8, 14, 15, 16, 17, 20, 21, 22, 23, 24, 25, 39 et 40.
Elle est également en correspondance directe avec la gare routière de Toulouse, qui dispose de cars avec des destinations internationales, nationales et régionales. Elle est notamment desservie par les lignes d'autocars régionaux liO 318, 319, 343, 351, 352, 353, 354, 355, 356, 357, 358, 359, 361, 362, 363, 369, 372, 373, 377, 380, 383, 386, 388, 413, 452, 756, 760, et 935.
La station dispose également à proximité arrêts desservis par le réseau Tisséo : une petite gare routière spécifique aux lignes de bus 14 et 22 font terminus ; l'arrêt Marengo-SNCF (lignes L8, 14, et Cimetières) ; l'arrêt Matabiau - Gare-SNCF (lignes 23, 27 et 39) ; et l'arrêt Gare Routière (bus Aéroport).

## L'art dans la station
L'œuvre d'art associée à la station est une œuvre lumineuse de Bernard Gerboud : « quatre volumes de lumière de couleurs blanche, bleu clair, rosée et bleue évoquant le ciel de Toulouse et sa lumière naturelle et représentant les deux éléments extérieurs, l'eau et l'air, véhicule de la lumière ».
La station de la ligne C accueillera une œuvre de Matali Crasset.

## À proximité
- Canal du Midi
- Gare routière de Toulouse
- Gare de Toulouse-Matabiau
- Médiathèque José-Cabanis
- Toulouse Métropole (siège)
- Stations VélôToulouse no 5 (face 5 rue René-Leduc) et no 96 (Médiathèque)

## Projets
À l'horizon 2028, Marengo – SNCF doit devenir la station de correspondance entre la ligne A et la Ligne C du métro de Toulouse,.. La future station de la ligne C devrait être plus profonde que l'actuelle station de la ligne A, avec des quais à 30 mètres sous le niveau du sol, passant sous les voies ferrées et sous le canal du Midi. Cela entraînerait un réaménagement du pôle d'échanges qui se découperait sur trois niveaux : un parvis, un premier niveau souterrain proposant des services divers dont un nouvel accès à la médiathèque et enfin un niveau qui donnerait accès aux deux stations, aux quais ferroviaires et au parking.
Dans ce contexte, il est envisagé de supprimer le nom Marengo qui manque de notoriété et de rebaptiser la station de la ligne A et celle de la ligne C Matabiau Gares.